# Pyrenæerfreden
Pyrenæerfreden afsluttede den fransk-spanske krig fra 1635 til 1659 mellem Frankrig og Spanien, som oprindeligt var en del af Trediveårskrigen. Den blev underskrevet 7. november 1659 på Île des Faisans (Fasanøen), der er en lille ø i grænsefloden Bidassoa i Pyrenæerne tæt ved Atlanterhavet.
Kongerne Ludvig 14. af Frankrig og Filip 4. af Spanien var repræsenteret af deres premierministre Kardinal Mazarin og Don Luis de Haro.

## Baggrund
Frankrig gik ind i Trediveårskrigen, efter at de spanske habsburgere sejrede i det Nederlandske Oprør i 1620'erne og Slaget ved Nördlingen mod Sverige i 1634. I 1640 begyndte Frankrig at blande sig i spansk politik og støttede oprøret i Catalonien, hvorefter Spanien til gengæld støttede Fronde-oprøret i Frankrig i 1648.
Ved den Westfalske Fred i 1648 fik Frankrig provinserne Alsace og Lorraine og afskar Spaniens adgang til Nederlandene fra Østrig, hvilket førte til åben krig mellem Frankrig og Spanien.
Efter mere end ti års krig sejrede den fransk-engelske alliance afgørende i Slaget ved Dunkerque i 1658, hvilket førte til Pyrenæerfreden.

## Indhold
Frankrig fik provinserne Roussillon og Artois samt dele af Luxembourg og Flandern. Desuden blev en ny grænse mellem Spanien og Frankrig fastlagt. Fredsaftalen fastslår, at alle landsbyer nord for Pyrenæerne tilhører Frankrig, men glemmer Llívia, der regnes for en by og ikke en landsby. Derfor er byen endnu i dag en spansk enklave i Frankrig. Grænsen blev først endeligt fastlagt ved Bayonnefreden i 1856.
Som kompensation til Spanien måtte den franske konge love at stoppe støtten til Portugal og frafalde sine krav på Barcelona.
Freden arrangerede også ægteskabet mellem Ludvig 14. af Frankrig og Filip 4. af Spaniens datter Maria Teresa af Spanien. Efter spansk ønske blev Maria Teresa tvunget til at frafalde sine krav på den spanske krone. Spanien ønskede ikke at blive underordnet Frankrig. Frankrig gjorde dog frafaldet betinget af, at Spanien betalte en stor medgift på 500.000 écu. Disse penge blev aldrig betalt; det førte til Devolutionskrigen 1667-68.
Som kompensation for sin rolle i krigen fik Storbritannien tildelt Dunkerque.

## Konsekvenser
Pyrenæerfreden var sammen med den Westfalske Fred en betydelig styrkelse af Frankrig og Louis 14. I 1660, da den svenske besættelse af Polen ophørte, var der fred i hele Europa, og de franske bourboner var for første gange mere indflydelsesrige end habsburgerne.
Freden medførte også en varig deling af Catalonien. På årsdagen for freden, 7. november, samles catalanere for at mindes begivenheden og demonstrere i Perpignan.

## Eksterne links
- Pyrenæerfredens fulde ordlydPDF (16.8 MiB), France National Archives Transcription